# Полско врабче
Полското врабче (Passer montanus) е дребна птица от семейство Врабчови (Passeridae). По външен вид е много сходно с мъжките представители от вида Домашно врабче. Разликата с него е наличието на черно петно на бузата, а също и по-дребните размери. За разлика от домашното и испанското врабче почти няма изразен полов диморфизъм.

## Разпространение
Главно в горите на умерените области. На територията на България е широко разпространен и обичаен вид.

## Начин на живот и хранене
Хранят се с пъпки, листа и остатъци от храната на човека.

## Размножаване
Моногамни птици. Мътенето трае 13 – 14 дни. Или само женската отглежда малките, или го вършат и двамата родители. Малките се хранят или от майката или от двамата родители в продължение на 30 дни.

## Допълнителни сведения
Наблюдавани са много случаи на успешна естествена кръстоска с домашно врабче.